# Борисовский сельский совет (Запорожская область)
Борисовский сельский совет (укр. Борисівська сільська рада) — упразднённая административная единица в составе
Приморского района
Запорожской области
Украины.
Административный центр сельского совета находился в 
с. Борисовка.

## История
- 1861 — дата образования.

## Населённые пункты совета
- с. Борисовка
- с. Азов
- с. Лозановка